# Alec Diamond
Alec Diamond (* 9. August 1997 in Crows Nest) ist ein australischer Leichtathlet, der sich auf den Zehnkampf spezialisiert hat.

## Sportliche Laufbahn
Erste internationale Erfahrungen sammelte Alec Diamond im Jahr 2016, als er bei den U20-Weltmeisterschaften in Bydgoszcz mit 7111 Punkten auf den 18. Platz im Zehnkampf gelangte. 2019 gewann er bei der Sommer-Universiade in Neapel mit 7593 Punkten die Silbermedaille hinter dem Neuseeländer Aaron Booth. 2022 gewann er bei den Ozeanienmeisterschaften in Mackay mit 7582 Punkten die Silbermedaille hinter dem Neuseeländer Max Attwell und anschließend belegte er bei den Commonwealth Games in Birmingham mit 7689 Punkten den fünften Platz. Im Jahr darauf gewann er bei den World University Games in Chengdu mit 7812 Punkten die Bronzemedaille hinter dem Tschechen Vilém Stráský und Edgaras Benkunskas aus Litauen.
2023 wurde Diamond australischer Meister im Zehnkampf.

## Persönliche Bestleistungen
- Zehnkampf: 8002 Punkte, 2. April 2022 in Sydney